# Отрарский государственный археологический музей-заповедник
Отрарский государственный археологический музей-заповедник создан 11 мая 1979 года Решением Совета Министров КазССР как научно-исследовательское, культурно-просветительское и археологическое учреждение. Это первый археологический музей-заповедник, созданный на территории Казахстана.
Учреждение расположено в трехэтажном здании по проспекту Жибек жолы, село Шаульдер Отрарского района Туркестанской области.
В ведении Отрарского государственного археологического музея-заповедника находятся городище Отрар, Мавзолей Арыстанбаба и все древние памятники в этом регионе, поселения, городища, курганы, оросительные системы, мастерские.

## История и описание
Впервые музей был создан как школьный музей в 1967 года на станции Тимур, с 1973 года -районный музей, с 1979 года — как Отрарский государственный археологический музей-заповедник. В соответствии с постановлением Правительства от 25 декабря 1998 года № 1335 Отрарский государственный археологический музей-заповедник преобразован в государственное учреждение республиканского подчинения. Он был перерегистрирован как законное государственное учреждение 27 апреля 1999 года.
Основная цель музея — сохранение археологических, архитектурных памятников Отрарского региона, занятие научно-исследовательской, культурно-просветительской работой. В музее работает несколько отделов и библиотека. В 1993 году под оперативное управление музея было передано 110 исторических памятников, охранная зона увеличена на 11547 гектара. В настоящее время в Отрарском регионе насчитывается более 160 историко-культурных памятников.
В музее-заповеднике работают пять научно-исследовательских отделов:
Отдел археологии;
Отдел фондов;
Отдел реставрации и консервации;
Отдел этнографии;
Отдел экспозиции, экскурсий и связей с общественностью;
Научно-исследовательский отдел охраны исторических памятников.
Научная библиотека (в её фондах 1511 экземпляров книг).
К услугам зрителей здание музея, мавзолей Арыстанбаба, город Отрар, этнографический комплекс коржын там. Общая площадь дома 3048,5 метр, площадь экспозиции 1052 метр, площадь отдела Фонда 254 метр.
Коллектив музея участвовал в археологических и реставрационных работах, проводимых в Отрарском регионе на основе программ «Культурное наследие» и «Возрождение древнего Отрара». Осенью 2004 года был образован новый отдел реставрации и консервации. В музее-заповеднике популяризуется древняя история казахского народа. Основной целью музея-заповедника является сохранение археологических, архитектурных памятников, научное исследование и популяризация, а также культурно-просветительская работа в Отрарском регионе.
Сейчас в Отрарском оазисе выявлено 5 памятников республиканского значения, более 150 археолого-архитектурных памятников местного значения. Древние и средневековые города и поселения Отрарского региона, расположенные на Великом Шелковом пути, имеющие особое значение в истории этого региона, — Отрартобе, Куйруктобе, Кокмардан, Алтынтобе, Актобе, Жалпактобе, Оксызтобе, Пышакшытобе и памятник XII века мавзолей-мечеть Арыстанбаб и другие историко-культурные, археологические памятники. Кроме того, в окрестностях города Отрар было немало священных мест. Здесь похоронен святой Арыстанбаб, учитель Шейха Ходжи Ахмеда Ясави, известный всей мусульманской общине. Есть поговорка «В Отраре тридцать святых, в Туркестане тумен святых, бесчисленное множество святых в Сайраме, старший из них Арыстанбаб». Арыстанбаб был крупной фигурой, способствовавшей исламизации не только Отрарского региона, но и всего тюркского мира.
В настоящее время мавзолей Арыстанбаба является священным местом для посещения мусульманами Казахстана и Средней Азии. После обретения страной независимости мавзолею стали уделять особое внимание, на нем были полностью проведены реставрационные работы, построены входные ворота, гостевые дома, обслуживающие паломников, библиотека, дворец обрядов и другие.
Первые раскопки в Отрартобе в 1884 года проводил востоковед, археолог Н. И. Веселовский. Для изучения руин Отрара и других памятников этого региона силами Туркестанского кружка любителей археологии, который начал работать в Ташкенте в конце XIX века, в 1895—1904 гг. были проведены раскопки. (проводили А. К. Кларе, А. А. Черкасов). В 1947—1948 гг. здесь проводилась исследовательская работа Южно-Казахстанской археологической экспедицией под руководством ученого-востоковеда А. Н. Бернштама.
Обширные исследования начались в 1969 году Южно-Казахстанской комплексной археологической экспедицией Института истории, археологии и этнографии Академии наук Казахской ССР под руководством К. Акишева и продолжаются раскопками, проводимыми ныне Институтом археологии имени А. Х. Маргулана и государственным археологическим музеем-заповедником «Отрар». Таким образом, ученые начали постепенно открывать новые страницы истории.
В изучении археологических достопримечательностей, истории Средней Азии и Казахстана на стыке оседлости и кочевой культуры, расположенных в западной части Средней Азии, Отрарский оазис имеет большое историко-культурное значение. Памятники вдоль Великого Шелкового пути до сих пор привлекают внимание исследователей. Свидетельством этого можно назвать работы по международному проекту ЮНЕСКО-Казахстан-Япония в Отраре в 2001—2004 гг.
Памятники отрарской долины включены в предварительный список Всемирного наследия ЮНЕСКО. В августе 2001 года было подписано соглашение между Республикой Казахстан и ЮНЕСКО о восстановлении и сохранении древнего города Отрар, а также оказана финансовая помощь ЮНЕСКО.
В 2001—2004 гг. в рамках проекта ЮНЕСКО-Казахстан-Япония "Сохранение и реставрация Древнего Отрара « проведена консервация ряда вскрытых объектов на городище Отрар. В проекте приняли участие сотрудники Отрарского музея-заповедника со специалистами из Казахстана, Великобритании, Японии, Бельгии, Италии. В целях проекта подчеркнута работа по научному документированию памятников Отрара, популяризации, ориентированию на использование памятников, а также разработке уникального метода реставрации и сохранения.
В рамках государственной программы Республики Казахстан „Культурное наследие“ 2004—2006 гг., принятой по инициативе Первого Президента, работа в Отраре продолжена по программе „Возрождение древнего Отрара“.
Проведена масштабная работа по изучению, консервации, музеефикации ряда памятников города Отрар (жума мечеть XVI века, жилой квартал XVI века, жилые помещения XI-XII веки, стены). При поддержке ЮНЕСКО была осуществлена аэрофотодокументация, отснято более 8 тысяч аэроснимков. На памятниках, ранее неизвестных на обоих берегах Сырдарьи, музеем проведено несколько разведочных работ, в результате которых выявлено и учтено более тридцати новых исторических памятников.
В 2008 году в восточной бане XIV веке на юго-западной стороне Отрартобе, совместно со специалистами Казреставрации были проведены реставрационно-консервационные работы, баня была накрыта навесом. Вместе с тем, одним из заметных достижений стало открытие южных ворот Отрара — Жарақты, о котором давно говорили ученые в ходе раскопок в Отраре. Кроме того, была издана научная литература и сняты видеофильмы.
В конечном счете, все эти культурные мероприятия направлены на возрождение Отрара в условиях независимого Казахстана, сохранение памятников Отрара и превращение его в духовное достояние подрастающего поколения.
На протяжении почти 45 лет публику обслуживают археологические и этнографические выставочные залы. Разработан тематико-экспозиционный план государственного археологического музея-заповедника „Отрар“, „Древний и средневековый Отрар“. Обновлена и реконструирована экспозиция Отрарского музея-заповедника.
Экспонаты на нем тематически и содержательно спланированы. Предметы быта, изготовленные из глины с эпохи неолита и бронзы до XVIII века, найденные в ходе археологических раскопок в Отраре и нескольких близлежащих городищах и поселениях.
На третьем этаже Отрарского музея-заповедника расположен этнографический зал
Также на втором этаже музея находится конференц-зал, оснащенный современными технологиями, зал золота. Экспозицию пополнят информационные киоски, телевизоры, показывающие документальные фильмы, государственные символы и карта Республика Казахстана Led экран у входа в музей дает много информации об истории музея.
Экспонаты из Отрарского музея-заповедника были собраны в ходе археологических раскопок, в ходе научно-исследовательских экспедиций, организованных сотрудниками государственного археологического музея-заповедника „Отрар“ в разные годы, а также в дарами музею гражданами страны, искренне любящими ремесло, умеющими заботиться о народном достоянии.
Научные сотрудники музея принимают участие в научно-практических конференциях, форумах, семинарах, выступают с докладами. Также в музей проводит международные, республиканские, региональные конференции, семинары, круглые столы, конкурсы.
Сотрудники музея написали сотни научных статей по музейным коллекциям, издали книги, брошюры, буклеты на казахском, русском, английском языках. В целях популяризации нашего материального и духовного наследия было множество выступлений по телевидению и радио.
В целях ознакомления учащихся с накопленными первичными документами из фондов музея в школах были проведены встречи, прочитаны лекции на различные темы.
Работу по организации и проведению выставок в музейной сфере можно отнести к культурно-просветительской сфере. Выставки проводятся по определённому плану и внепланово.
При поддержке Министерства культуры и информации впервые в стране был построен Визит-центр вблизи городища Отрар. Целью строительства Визит-центра было популяризация культурного наследия Отрарского оазиса в стране и за рубежом, охрана, обеспечение сохранности объектов историко-культурного наследия, создание туристского центра, отвечающего современным требованиям туристический отрасли.
В целях пополнения музейного фонда неоднократно проводилась акция „Музейге сый“. Ежегодно организовывались международные, республиканские, региональные ярмарки различной тематики с целью выставления на всеобщее обозрение произведений местных ремесленников.
В связи с программой, озвученного главой государства Касым-Жомартом Кемелевичем Токаевым в Послании народу Казахстана от 1 сентября 2020 года Жаңа жағдайдағы Қазақстан: іс-қимыл кезеңі», создан кружок «Жас өлкетанушы». В целях воспитания у учащихся гражданственности, любви к Родине, изучения истории родного края, в настоящее время продолжаются занятия кружка.
В городе Отрар в 2020—2022 гг. были проведены археологические и реставрационные работы по трехлетнему проекту. В результате археологи обнаружили мавзолей-склеп, характерный для пчетырнадцатого века Ханаку, построенного правителем Ак Орды Эрзеном Ханом. При въезде в город через ворота «Жаракты» был обнаружен комплекс с жилыми домами и гончарной мастерской. Рядом с жилыми домами расположены производственные помещения, с двухкамерной печью для изготовления керамических изделий, а также Рыночная площадь XVIII века. Там были обнаружены хлебопекарный комплекс, жилой квартал. Мечеть и Дворец Бердибека, где эмир Тимур в начале ХV века принимал послов Токтамыш хана, были частично восстановлены.